# Teenage Universe ~Chewing Gum Baby
Singles de Crystal Kay
Eternal Memories
(1999) Komichi no Hana
(1999)
Teenage Universe ~Chewing Gum Baby est le 2e single de la chanteuse Crystal Kay sorti sous le label Sony Music Entertainment Japan le 8 septembre 1999 au Japon. Il atteint la 47e place du classement de l'Oricon et reste classé 3 semaines.
Teenage Universe ~Chewing Gum Baby est présente sur l'album C.L.L. ~Crystal Lover Light et sur l'album de remix The Best Remixes of CK.

## Liste des titres
Toutes les paroles sont écrites par Yukari.
| 1. | Teenage Universe ~Chewing Gum Baby                         | Yasushi Ishii | 4:12 |
| 2. | Teenage Universe ~Chewing Gum Baby (REMIX)                 | Yasushi Ishii | 5:34 |
| 3. | Teenage Universe ~Chewing Gum Baby (Instrumental of Remix) | Yasushi Ishii | 5:31 |